# 賽義德·莫迪
賽義德·莫迪（英語：Syed Modi，1962年12月31日—1988年7月28日），印度男子單打羽毛球運動員，他曾連續八年奪得印度全國羽毛球錦標賽冠軍（1980年－1987年），在1982年贏得大英國協運動會羽球比賽男單金牌後開始走進人們的視野。除此之外，他亦曾獲得1983年、1984年的奧地利羽毛球公開賽及1985年蘇聯羽毛球國際賽冠軍，被視為印度羽壇的明日之星。
1988年7月28日，賽義德·莫迪從勒克瑙的體育館結束訓練離去時，遭人槍殺身亡，得年25歲。他的身亡震驚印度，檢方亦將其妻阿梅塔及她的外遇對象桑賈伊·辛格列為犯罪嫌疑人。

## 早年生活
賽義德·莫迪本名為賽義德·馬赫迪（Syed Mahdi），然而在他準備就學時，他就讀的學校註冊負責人員將他的名字誤記為較常見的名字「Modi」，也因此將錯就錯，此後在教育及官方紀錄上一直沿用這個名字。賽義德·莫迪的父親是蔗糖廠的員工，母親為家庭主婦。莫迪是家中八位孩子的老么，他的幾位兄長在他還小的時候就已經開始工作，也因此能夠支持莫迪童年時的羽球訓練。

## 職業生涯
1976年，年僅14歲的賽義德·莫迪成為全國青少年冠軍，被視為印度羽壇的明日之星。同年，他開始接受印度國家體育運動學院總教練的訓練，並在18歲時擊敗尋求全國錦標賽十連霸的普拉卡什·帕都恭，贏得個人生涯第一座全國賽冠軍，並且衛冕至1987年。1981年，莫迪獲印度政府頒發阿君娜大獎。
1982年，莫迪改受訓於印度國家羽毛球隊總教練迪布·戈許，並接受教練的建議轉往設備更好的勒克瑙。賽義德·莫迪在該年的亞洲運動會羽毛球比賽奪得男子單打銅牌，又在同一年舉行的大英國協運動會羽球比賽決賽擊敗英格蘭的尼克·耶茨奪得金牌。此後，他曾於1983年及1984年在奧地利羽毛球公開賽奪冠，以及於1985年奪得蘇聯羽毛球國際賽冠軍。
賽義德·莫迪1987年起因為婚姻生變而陷入低潮，更在1988年首次於全國錦標賽衛冕失利，他也在同一年遭到槍殺身亡，得年25歲。

## 遇害身亡

### 背景
1978年，16歲的賽義德·莫迪前往參加在北京舉辦的比賽，與當時一同參賽的另一名年紀相仿的女隊員阿梅塔·庫爾卡尼互生情愫。不過兩人的家庭背景卻有相當的差異，莫迪來自穆斯林家庭，而阿梅塔則是來自大城市孟買的一個家境富裕、接受英語教育的印度教家庭，雙方家庭也因此極力反對兩人的婚事，最後兩人僅草草舉辦儀式並登記結婚。在婚後不久，兩人即因為生活習慣、同為羽球選手的相互忌妒而失和，其中亦有宗教方面的因素，隨後第三者桑賈伊·辛格的介入，使夫妻間的不和愈加嚴重。
桑賈伊·辛格是時任印度總理拉吉夫·甘地的同窗兼好友，同時是印度國民大會黨的政治人物。阿梅塔自1984年開始與有婦之夫桑賈伊·辛格有所接觸，令賽義德·莫迪懷疑兩人的關係並不單純，阿梅塔也從未辯解。由於知道丈夫會在她外出時閱讀她的日記，阿梅塔甚至毫不掩飾地將她與桑賈伊·辛格的關係寫在日記中，以此刺激對方。關於日記中的內容，阿梅塔曾如此對印度中央調查局進行供稱：
| “        | 我將自己憑空捏造的這些事情寫入日記中，只是為了愚弄他。莫迪會逐行看過我寫在日記中的所有文字，所以我每次都以日記中的內容來戲弄他。如果日記中真的詳細記錄著我與任何人的實際關係，我不會傻到將它留下，好讓印度中央調查局上門取證。在案發至調查人員上門蒐證前的17天內，我可以很輕易地將它藏起來。 | ” |
| ——阿梅塔 | |   |

據印度中央調查局的報告，賽義德·莫迪在阿梅塔懷孕後懷疑孩子出自她的情夫桑賈伊·辛格，但阿梅塔未對此多做解釋就回到孟買的娘家養胎，最終於1988年5月產下一女，為其取了一個印度教名字亞坎基沙（Aakanksha）。

### 遇害及調查
1988年7月28日，莫迪當天傍晚結束在勒克瑙體育館的例行訓練時，於體育館外遭到兩名年輕男子槍殺，得年25歲。這起案件對視賽義德·莫迪為未來羽球明星的印度羽壇來說是沉重打擊，同時引起國內外關注。事後，印度中央調查局指控七名嫌疑人，其中阿梅塔及她日後的再婚對象桑賈伊·辛格也被懷疑因婚外情涉嫌謀殺莫迪。在案件調查期間，阿梅塔·莫迪及桑賈伊·辛格因罪證不足被釋放，其餘嫌疑人亦有兩名先後被釋放，兩名在調查結束前因故身亡。21年後，最後一名嫌犯巴格瓦蒂·辛格（Bhagwati Singh）在無法確定動機的情況下，因非法持有武器及謀殺罪被宣判無期徒刑及5萬元印度盧比罰款。
判決從阿梅塔分別與其母、桑賈伊·辛格、賽義德·莫迪之間往來的信件中，認定這些證據最多只能證明阿梅塔與桑賈伊之間有婚外情，而阿梅塔與莫迪之間的關係融洽且性生活正常，認為檢方企圖以阿梅塔日記中雜亂無章的內容建立外遇事實，並掩蓋日記中提到阿梅塔、桑賈伊和莫迪之間對於彼此的看法。其中法官引述在1986年的一段日記內容反駁檢方，當時莫迪將要與另一名選手维茂·库马尔進行比賽：
| “        | 這是一個難以入眠的夜晚，失敗的痛苦以及莫迪將要與维茂對戰的焦慮在啃噬著我。我只能在他入眠時真心地為他祈禱。 | ” |
| ——阿梅塔 | |   |

法官認為阿梅塔與桑賈伊之間的關係不明確，且依然愛著她的丈夫，因此沒有做案動機，且莫迪曾在信中揚言自殺亦成為反證。最後阿梅塔在8月26日被釋放，而桑賈伊·辛格則在9月21日以1萬盧比保釋。

### 後續
1995年3月，桑賈伊·辛格與前妻加麗馬·辛格離婚，同一年4月與賽義德·莫迪的遺孀阿梅塔·莫迪結婚，並收養了阿梅塔與莫迪的女兒。然而桑賈伊的前妻認為兩人從未離婚而向法院提起訴訟，最終印度高等法院和最高法院判決兩人的離婚無效，但是桑賈伊依舊對外宣稱兩人在1995年就已經離婚，這場官司直到2014年仍在進行。

## 紀念

### 國際賽
為紀念賽義德·莫迪，印度北方邦羽球協會在1991年至2003年間在勒克瑙舉辦名為賽義德·莫迪紀念羽毛球錦標賽（Syed Modi Memorial Badminton Tournament）的國內賽事。2004年時改制為國際賽，但在2005年至2008年間曾因為北方邦羽球協會與北方邦政府之間的僵局而停辦。2009年，該項賽事以賽義德·莫迪國際羽毛球錦標賽為名重新開辦，並成為世界羽聯大獎賽的其中一站。2018年，世界羽聯實施全新的世界巡迴賽體系，本賽事現屬於第二等別第五級賽事（超級300賽），總獎金提升至15萬美元。

### 體育館
1967年建於印度北方邦戈勒克布爾的一座板球體育館，原名為鐵道體育館（Railway Stadium），後來更名為賽義德·莫迪鐵道體育館。

## 電影
由戴夫·安南執導，於1991年上映的印度驚悚片《Sau Crore》即是改編自賽義德·莫迪謀殺案。

## 外部連結
- 互联网电影数据库（IMDb）上《Sau Crore》的资料（英文）